# Karlo II., kralj Navare
Karlo II. (10. listopada 1332. — 1. siječnja 1387.), zvani Loši ili Zli, bio je kralj Navare i grof Évreuxa od 1349. do 1378.  

## Podrijetlo i dolazak na vlast
Karlo je rođen 10. listopada 1332. u Évreuxu, kao sin Filipa, grofa Évreuxa i navarske kraljice Ivane II. Na vlast u Navari je došao 6. listopada 1349., u koju je došao tek u ljeto 1350. godine i vratio se u Francusku i većinu svoje vladavine je do 1362. proveo u Francuskoj.

## Poslovi u Francuskoj

### Ubojstvo Charlesa de la Cerde i odnosa s Ivanom II. (1351. – 1356.)
Karlo II.  je služio kao kraljevski poručnik u Languedocu godine 1351, i zapovijedao vojskom koja je osvojila Port-Sainte-Marie na rijeci Garonne godine 1352. Iste godine oženio Ivanu Valois, kćer francuskog kralja Ivana II. On je ubrzo postao ljubomoran na Constable od Francuske, Charlesa de La Cerdu, koji je trebao biti korisnik grofovije Šampanje, Brie i Angoulêmea. Karlo Navarski je smatrao da mu pripada pravo na ta područja jer su pripadala njegovoj majci, kraljici Navare, ali su joj bila oduzeta od francuskih kraljeva za neku nisku naknadu pri kompenzaciji.
Nakon javne svađe s Charlesom de la Cerdom u Parizu na Božić 1353., Karlo II. je uredio atentat na de la Cerdu, koji se dogodio u selu l'Aigle (8. siječnja 1354), a njegov brat Filip, grof od Longuevillea je predvodio ubojice. Karlo II. nije tajio svoju ulogu u ubojstvu te u roku od nekoliko dana spletkario je s Engleskom za vojnu podršku protiv svog punca kralja Ivana II., komu je de la Cerda bio omiljen. Ivan II. se pripremao napasti teritorije svog zeta,  međutim Karlov savez s engleskim kraljem Edvardom III. doveo je do pomirenja s kraljem Navare Ugovorom iz Mantesa 22. veljače 1354., u kojem je Karlo uvećao svoje posjede i bio pomiren s Ivanom II. Englezi, koji su se bili spremali za invaziju na Francusku u zajedničkom pohodu s Karlom protiv Francuza, osjetili su da su bili prevareni: ne posljednji put, Karlo je koristio prijetnju engleskog saveza kako bi oteo posjede francuskog kralja.
Odnosi između Karla i Ivana II. pogoršali su se iznova i Ivan je napao Karlova područjima u Normandiji krajem 1354., dok je Karlo spletkario s izaslanikom Edvarda III., Henryjem Grosmontom, 1. vojvodom od Lancastera oko neuspješnih mirovnih pregovora između Engleske i Francuske održanih u Avignonu zimi 1354. – 1355. Još jednom je Karlo promijenio stranu: prijetnja obnovljenom engleskom invazijom prisilila je Ivana II.  na novi sporazum o pomirenju s njim, zapečaćen Ugovorom iz Valognesa 10. rujna 1355.
Ovaj ugovor, također, nije trajao. Karlo se sprijateljio te se mislilo da pokušava utjecati na Dauphina, te je očito bio uključen u neuspjeli državni udar u prosincu 1355. čiji je cilj, čini se, bila zamjena Ivana II. s Dauphinom. Ivan je izmijenio stvari učinivši svog sina vojvodom od Normandije, ali Karlo je astavio savjetovati Dauphina kako da vlada tom pokrajinom.
Također su nastavile kolati glasine o njegovim zavjerama protiv kralja, a 5. travnja 1356. Ivan II i skupina podupitarelja nenajavljeno su se pojavili u dvorcu Dauphin u Rouenu, uhitili Karla od Navare te ga zatvorili. Četvorici od njegovih glavnih pristaša (od kojih su dvojica bili među ubojicama Charlesa de la Cerda) su odrubili glavu, a njihova tijela vezali lancima. Karlo je odveden u Pariz, a zatim se selio iz zatvora u zatvor zbog veće sigurnosti.

### Karlo protiv Dauphina
Karlo je ostao u zatvoru nakon što je Ivan II. je poražen i zarobljen od strane Engleza u bitci kod Poitiersa. No, mnogi od njegovih partizana su bili aktivni u Estates General koji nastojao vladati i reformirati Francusku u vakuum vlasti stvorenom kraljevim zatvaranjem, dok veći dio zemlje degenerirao u anarhiju. Oni su neprestano pritiskali Dauphina da ga pusti. U međuvremenu se njegov brat Filip Navarski bacio u invaziju s engleskom vojskom vojvode od Lancastera i napravio rat s Dauphinovim snagama duž Normandije. Na kraju dana 9. studenog 1357. Karlo se pojavio iz zatvora u dvorcu Arleux pored strane grupe od 30 muškaraca iz Amiensa pod vodstvom Jeana de Picquignyja. Dočekan kao junak, kada je ušao Amiens,  Estates General su ga pozvali u Pariz, što je i učinio s velikom pratnjom, a bio je "primljen kao novookrunjeni vladar".
Obratio se stanovništvu 30. studenog navodeći svoje nezadovoljstvo protiv onih koji su ga zatvorili. Étienne Marcel je vodio 'potražnju za pravdom za kralja Navare' kojoj se Dauphin nije mogao oduprijeti. Karlo je zatražio odštetu za svu štetu na svojim teritorijima, dok je on bio zatočen,  oprost za sve svoje zločine i zločine njegovih pristaša i častan pokop za njegove suradnike koje je pogubio Ivan II. u Rouenu. On je također zahtijevao Dauphinovo vlastito Vojvodstvu Normandiju i grofoviju Champagne, što bi ga praktički učinilo vladarom sjeverne Francuske.
Dauphin je bio gotovo nemoćan, ali on i Karlo su bili još uvijek u pregovorima, kada ih je stigla vijest da su Edvard III. i Ivan II. postigli mirovni sporazum u Windsoru. Znajući da to može biti samo na njegovu štetu, Karlo je dao sve zatvore u Parizu otvoriti kako bi stvorio anarhiju te ostavio Pariz kako bi izgradio svoju snagu u Normandiji. U njegovoj odsutnosti Dauphin je pokušao okupiti svoju vojnu silu, ali je Karlo u međuvremenu svojim sljedbenicima koji su bili pogubljeni priredio svečani državni pogreb u katedrali Rouen 10. siječnja 1358. i praktički proglasio građanski rat, vodeći kombinirane anglo-navarske snage   protiv Dauphinovih garnizona.

### Karlo, Pariz i žakerija (1358.)
U međuvremenu Parizu je bio u mukama od revolucije. Dana 22. veljače Dauphinovi glavni vojni časnici, maršali Jean de Conflans i Robert de Clermont ubijeni su pred njegovim očima od rulje koju je vodio Etienne Marcel, koji je načinio Dauphina praktički zatvorenikom te je on pozvao Karla Navarskog na povratak u grad, što je on i učinio 26. veljače s velikom oružanom pratnjom. Dauphin je bio prisiljen pristati na mnoge Karlove teritorijalne zahtjeve i obećanje da će financirati mu vojsku od 1000 ljudi za njegovu osobnu upotrebu. Međuti, bolest je spriječila Karla od pratnje Dauphina na sastanke koje je zahtijevalo plemstvo u Senlisu i Provinsu, a Dauphin je mogao pobjeći svojim pariškim i navarskim čuvarima i otvoriti novi pohod kampanju s istoka protiv Karla i protiv revolucionara u Parizu.
Etienne Marcel je molio Karla da se zauzme s Dauphinom, ali nije postigao ništa, a zemljište oko Pariza su počele pljačkati i Karlove i Dauphinove snage. U posljednjim danima svibnja na sjeveru Pariza je izbila seljačka buna  "žakerija" (jacquerie) kao spontani izraz mržnje prema plemstvu koje je dovelo Francusku tako nisko. Etienne Marcel je javno proglasila parišku potporu žakeriji. Ne mogavši dobiti pomoć iz Dauphina, vitezovi sjeverne Francuske pozvali su Karla navarskog da ih vodi protiv seljaka.
Iako je bio saveznik Parižana, Karlo nije bio ljubitelj seljaštva i osjećao je da Marcel pravi kobnu pogrešku. On nije mogao odoljeti prilici da se pojavi kao vođa francuskog plemstva i predvodio je suzbijanje žakerije u bitci kod Melloa, 10. lipnja 1358. i kasnijim masakrima pobunjenika. Potom se vratio u Pariz i napravio otvorenu ponudu za vlast pozivajući stanovništvo da ga izaberu kao "kapetana   Pariza '.
Ovim potezom Karlo je izgubio podršku mnogih plemića koji su ga podržavali protiv žakerije, te su oni počeli ga napuštati prelazeći na Dauphinovu stranu dok je on novačio vojnike - uglavnom engleske plaćenike - za 'obranu'   Pariza, iako su njegovi ljudi, skupljeni izvan grada, palili i pljačkali nadaleko. Shvativši da su Dauphinove snage puno jači od njegovih, Karlo je otvorio pregovore s Dauphinom, koji mu je   ponudio značajne svote novca i zemljišta, ako nagovori Parižane na predaju. Oni su, međutim, bili puni nepovjerenja prema ovoj pogodbi između knezova i odbili su uvjete zauvijek; Karlo pristao boriti se za njihovog kapetana, ali je tražio da njegovi vojnici budu raspoređeni po gradu.
Davno prije bili su protu-engleski neredi u gradu i Karla je, skupa s Etiennom Marcelom,mafija prisilila da ih vodi protiv pljačkaških garnizona na sjeveru i zapadu grada - protiv njegovih vlastitih ljudi. Odveo ih je (bez sumnje namjerno) u englesku zasjedu u šumu u blizini mosta Saint-Cloud i oko 600 Parižana je ubijeno.
In 1361, after the premature death of his second cousin, Philip I, Duke of Burgundy, Charles claimed the Duchy of Burgundy by primogeniture. He was the grandson of Margaret of Burgundy, eldest daughter of Robert II, Duke of Burgundy (d. 1306). However, the duchy was taken by King John II, who was son of Joan of Burgundy, second daughter of Duke Robert II, who claimed it in proximity of blood, and made provision that after his death it would pass to his favourite son Philip the Bold.

### Burgundsko naslijeđe i gubitak Normandije
Godine 1361., nakon prerane smrti svog drugog bratića, Filip I., vojvode od Burgundije, Karlo je potraživao pravo na Vojvodstvo Burgundiju preko prvorodstva. Bio je unuk Margarete od Burgundije, najstarije kćeri Roberta II., vojvoda od Burgundije (umrlog 1306). Međutim, vojvodstvo zauzeo je kralj Ivan II., koji je bio sin Ivana Burgundskog, druge kćer vojvode Roberta II., koji ga je tvrdio da je bliži krvni srodnik i napravio odredbu da nakon njegove smrti prijeđe u ruke njegova omiljenog sina Vojvoda Burgundije|Filipa Hrabrog.
Da je postao vojvoda Burgundije, to bi Karlu   dalo Karlu položaj u središtu francuske politike koja je oduvijek tražio, a naglo odbacivanje njegovih potraživanja je izazvalo novu ogorčenost. Nakon neuspjeha u pokušaju pridobijanja Pape na svoju stranu, Karlo se vratio u svoje kraljevstvo Navaru u studenom 1361. On je uskoro planirao ponovno poslati snage u Francusku. Planirani porast njegovih pristaša u Normandiji u svibnju 1362. bio je bijedni neuspjeh, ali godine 1363. je evoluirao ambiciozan plan za formiranje dviju vojski godine 1364., od kojih će jedna ići morem na Normandiju, a druga, pod njegovim bratom Louisom, će udružiti snage s Gaskonjcima koji djeluju s Velikim Društvom u srednjoj Francuskoj i upasti u Burgundiju,   prijeteći time francuskom kralju s obje strane njegova kraljevstva. U siječnju 1364. Karlo se sastao s Edvardom, Crnim Princem u Agenu, kako bi se pregovarao prolaz njegovih vojnike kroz Vojvodstvo Akvitaniju koje su držali Englezi, na koje je princ pristao možda zbog svog prijateljstva s Karlovim novim vojnim savjetnikom Jeanom III. de Grailly, captal de Buch, koji je biozaručen s Charlesom sestra i bio je voditi njegovu vojsku u Normandiji. U ožujku 1364. Captal je marširao prema Normandiji kako bi osigurao Karlove posjede.
Ivan II. Francuski se vratio u London na pregovore s Edvardom III, a obrana Francuske je još jednom bila u rukama Dauphina. Kraljevska vojska je već bila u Normandiji opsjedajući grad Rolleboise, nominalno pod zapovijedništvom grofa Auxerrea ali zapravo generala Bertranda du Guesclina. Karlovi planovi bili su unaprijed poznati i početkom travnja 1364. ta sila zaplijenila mnoga Karlova preostala uporišta prije nego što je Captal de Buch mogao doseći Normandiju. Kad je stigao počeo je koncentrirati svoje snage oko Évreuxu, koji se još uvijek držao uz Karla. On je tada vodio svoju vojsku protiv kraljevskih snaga na istoku. Dana 16. svibnja 1364. ga je porazio du Guesclin u bitci kod Cocherela. Ivan II je umro u Engleskoj u travnju, a vijest o pobjedi Cocherela stigla je do Dauphina 18. svibnja u Reimsu, gdje je sljedećeg dana bio je okrunjen francuski kralj Karlo V. On je odmah potvrdio svoga brata Filipa, kao vojvodu od Burgundije. 
Ne obazirući se ovaj glasan poraz, Karlo Navarski je ustrajao u svom velikom projektu. U kolovozu 1364. njegovi suopet ljudi počeli borbu u Normandiji, dok je mala navarska vojska pod Rodrigom de Urizom isplovila iz Bajone do Cherbourga. U međuvremenu je Karlov brat Louis Navarski poveo vojsku proširenu kontingentom prisegnutih od strane kapetana Velikog Društva i gusara Seguina de Badefola kroz teritorije Crnog princa i preko Francuske, izbjegavajući francuske kraljevske snage poslane za presretanje i stigao u Normandiju 23. rujna. Čuvši za propast građanskog rata u Bretanji nakon bitke kod Auraya (29. rujna), Louis je odustao od nauma da napadne Burgundiju i umjesto toga se sprema osvojiti Cotentin za Karla. U međuvremenu su Seguin de Badefol i njegovi drugovi kapetani zauzeli grad Anse na burgundskoj granici, ali su koristili samo kao centar za racije i pljačkanje nadaleko. Oni su doveli da Karlova stvar nije izgledala dobro i papa Urban V.  je izopćio Seguina. Iako je Karlo ponudio Bernardu-Aizu V., knezu Albret ogromne sume da preuzme zapovjedništvo njegovih snaga oko Burgundije, napokon je shvatio da ne može nadvladati kralja Francuske i mora postići nagodbu s njim. U svibnju 1365., u Pamploni, pristao je na ugovor kojim je došlo do opće amnestije za njegove pristaše, ostaci Navareza pogubljenih i obješenih zbog izdaje su vraćeni njihovim obiteljima, zatvorenici bi se pustili bez otkupnine. Karlu je bilo dopušteno zadržati osvajeno iz 1364., osim kaštela Meulan, koji je trebao biti sravnjen sa zemljom. Kao naknadu Karlo je dobio Montpellier u Bas-Languedoc. Njegova potraživanja na Burgundiju treabala su biti razjašnjena u arbitraži kod Pape. Papa se nikada zapravo nije izjasnio o tom pitanju. Bio je to sramotan kraj Karlove 15 godina duge borbe za stvaranje velikog teritorij za sebe i svoju dinastiju u Francuskoj. Ubuduće je boravio uglavnom u svom kraljevstvu.
Krajem 1365 Seguin de Badefol je stigao u Navaru zahtijevajući znatne svote koje mu je Karlo obećao platiti za njegove usluge u Burgundiji, iako nije postigao ništa.  Karlo   nije bio zadovoljan što ga vidi, primio ga je privatno i otrovao ga kristaliziranom kruškom.

### Neprijateljstva s Francuskom 1369. i 1370. godine
Karlo je 1369. godine poželio popraviti svoj položaj u Francuskoj, pa je sklopio savez s bretonskim vojvodom Ivanom V. Karlo je ipak, neželeći rat, postao svoje izaslanike francuskom kralju nudeći mu grad Montpellier, pod uvjetom da mu ovaj preda Normandiju, što nije prihvaćeno. Za to vrijeme kralj Edvard III. Plantagenet je Karlu i Ivanu ponudio savez protiv Francuza, koji je bio prihvaćen, a kao bazu za napade protiv Francuza odabran je grad Cherbourg Edward je u francusku poslao sir Roberta Knollesa, koji je se iskrcao u Calaisu i s 4 500 vitezova opsjeo gradove: Aras, Reims, Trou, pa čak i sam Pariz, ali je u svim tim borbama pretrpio poraze i konačni poraz se desio kod Ponvalena 4. prosinca. Poslije toga englesko-navarski savez nije činio ništa protiv Francuza, pa i sam Karlo je s Francuzima u ožujku 1371. godine sklopio mir, već 1372. godine se povukao u Navaru i ubuduće se u borbi protiv francuskog kralja služio spletkama.

## Karlo u kastilskom građanskom ratu
Kada je počeo Kastilski građanski rat, u kome su bili Engleska i Kruna Kastilije, na jednoj i Francuska i Kruna Aragonije na drugoj strani, Karlo je bio na strani Krune Kastilije i Engleske, ali se nije priključivao njihovoj vojsci i gledao gledao je proširiti Navaru, a kada su Francuzi počeli pobjeđivati 1465. godine sklopio je tajni sporazum s Aragonom. Karlo je ipak u srpnju 1366. godine sklopio sporazum s Englezima i Kastilijom o slobodnom prolazu, kroz Navarr. Kao nagradu Karlo je dobio provincije Gipuskou i Alavu, kao i neke kastilske tvrđave i mnogo novca. Zatim je u prosincu sklopio sporazum s Aragonom i uzurpatorom kastilskog kralja Petra, henrikom. Tim ugovor on je zatvorio prolaz kroz Navarru za Petra i Engleze i kao nagradu za to od njega dobio grad Logroño i još novca. Kad je za to čuo Edward Crni Princ je napao Navaru, ali Karlo je ponovo otvorio prolaz Englezima i Petru tvrdeći da je lagao u dogovoru s Henrikom. Čak je i pratio Engleze u pohodu, ali se povukao pred borbu s Henrikom. Tada mu je postavljena zasjeda, zarobljen je i u zarobljeništvu je ostao do 1368. godine.

## Neprijateljstva s Kastiljom
Godine 1373. Karlo je sklopio savez s Johnom od Genta, Edvardovim drugim sinom, koji je bio pretendent za kastiljsko prijestolje. Pošto je savez s Johnom mogao biti koristan za Navaru, Karlo je s njim u ožujku 1374. godine sklopio dogovor iz Daxa u Gaskonji. Tim dogovorom Navara je postala Johnova baza, ali John je iznenada odustao od napada na Kastilju i Henrik (koji je za to vrijeme postao kralj Kastilje) je da bi osigurao mir s Karlom, u svibnju 1375. godine, udao svoju kćer Leonoru za njegovog sina   Karla.

## Karlovi porazi
Godine 1377. on je novom engleskom kralju Rikardu II. Plantagentu predložio zajednički napad na Francusku i stavio mu je na raspolaganje, kao bazu, svoje posjede; ali je morao ostati u Navari zbog obnovljenog neprijateljstva s Kastiljom. Ni to nije spriječilo Karla odustati od svojih planova, pa je u Normandiju poslao svog sina nasljednika i svog kancelara Jacquesa de Rua. Jacquesovo zaduženje je bilo pošlati otrov u Pariz, kojim bi trebalo otrovati francuskog kralja. Zbog nestiglog engleskog pojačanja Kastilci su u ožujku 1378. godine osvojili neke Karlove posjede, dok je Karlo u svibnju izgubio svoje preostale posjede u Francuskoj; osim Cherbourga. Tada su u Nemuro zarobljeni Jacques i Karlov sin, Karlo. Ovaj prvi je pogubljen. Karlo je molio Richarda za pomoć, ali on je, umjesto da mu pomogne, okupirao Cherbourg.
U srpnju iste godine pod zapovjedništvom princa od Asturije, Juana Trastamare, kastiljska vojska je napala Navaru i Karlo je poražen pa je morao pobjeći preko Pirineja u grad Donibane Garazi (Saint-Jean-Pied-de-Port). U listopadu je ponovo morao zvati Engleze u pomoć, pa je otišao u Bordeaux; gdje mu je engleski zapovjednik Gaskonje John Neville odobrio malu vojsku, ali Juan je Navaru napao i u veljači 1379. godine. Karlo je konačno bio prisiljen s Juanom 31. ožujka sklopiti ugovor iz briones, kojim se Karlo obvezao da neće biti u savezu s Engleskom, već samo s Kastiljom i Francuskom, morao je Kastilji predati 20 gradova južne Navare i pristati na to da u gradu tude budu kastilski garnizoni.
Njegova država je poslije rata bila osiromašena i potpuno nemoćna i klonula za ratove.

## Smrt
Dana 1. siječnja 1387. godini Karlo je zbog svog pijančenja pao u komu. Njegovi liječnici su tada zatražili da sluge donesu krpu natopljenu s ljekovitom vodom i da zaviju Karla, da bi se probudio, ali nespretne sluge su zapalile tu krpu izazvavši Karlovu smrt. Njegovo tijelo je sahranjeno u Notre Damu de Pamploni, njegovo srce u Notre Damu de Uxueu i njegova utroba u Notre Damu de Ronscesvalles.
Njegova strašna smrt je postala poznata po cijeloj Europi, te je često citirana od strane moralista, a ponekad je prikazana na osvijetljenim rukopisnih kronikama. Tu su i razne suvremene verzije koje se razlikuju u detaljima. 

## Brak
Karlo se oženio Ivanom Francuskom te su njih dvoje imali djecu:
- Marija
- Karlo III. od Navare (1361. – 1425.)
- Bonne
- Petar
- Filip
- Ivana od Navare
- Blanche